# Saint-Pierre-d'Amilly
Saint-Pierre-d'Amilly è un comune francese di 460 abitanti situato nel dipartimento della Charente Marittima, nella regione della Nuova Aquitania.

## Società

### Evoluzione demografica
Abitanti censiti